# Didier Evrard
Didier Evrard, né le 10 juillet 1953 à Hénin-Liétard (Pas-de-Calais), est un ingénieur aéronautique français.